# 教派

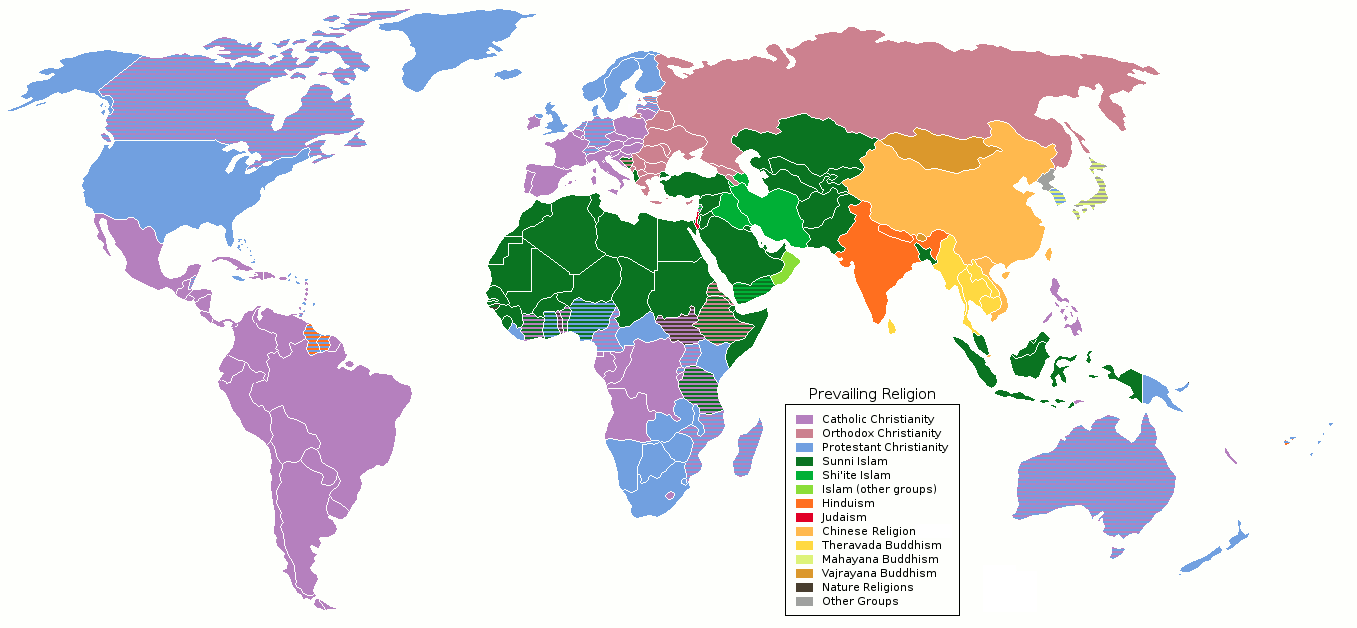
世界主要宗教和教派

教派，即宗教派别，又稱為宗派、教門，指同一宗教内部的不同派别。例如基督教的主要派别有天主教會、東正教會、新教等；伊斯兰教主要派别有逊尼派、什叶派等；佛教的主要教派有大乘佛教、上座部佛教等。
教派通常是出于多种原因逐渐形成的。基于地理、历史、文化的影响，某一宗教的信徒的观点会慢慢发生分化，对神学、哲学、伦理、宗教实践和仪式的观点会逐渐发生分歧。而在某些情况下，教派的形成会相当快速，出於由于某一教派内部分裂、或者是人们基于新的认识或觉醒而创建新教派。